# جورج راب
جورج راب (بالإنجليزية: George Rapp)‏ (بالألمانية: Johann Georg Rapp)‏ هو عالم عقيدة أمريكي وألماني، ولد في 1 نوفمبر 1757 في ألمانيا، وتوفي في 7 أغسطس 1847 في بنسيلفانيا في الولايات المتحدة.

## وصلات خارجية
- جورج راب على موقع الموسوعة البريطانية (الإنجليزية)